# Seysses-Savès
Seysses-Savès ist eine französische Gemeinde mit 245 Einwohnern (Stand 1. Januar 2022) im Département Gers in der Region Okzitanien. Sie gehört zum Arrondissement Auch und zum Kanton Val de Save.

## Geographie
Die Gemeinde Seysses-Savès liegt an der Boulouze in der Landschaft Savès, 35 Kilometer westsüdwestlich von Toulouse an der Grenze zum Département Haute-Garonne. Seysses-Savès grenzt an folgende Gemeinden:
| Endoufielle | Auradé                                      | Empeaux      |
| Pompiac     | Kompassrose, die auf Nachbargemeinden zeigt | Saint-Thomas |
| Nizas       | Savignac-Mona                               | Bragayrac    |

## Bevölkerungsentwicklung
| Jahr                       | 1962 | 1968 | 1975 | 1982 | 1990 | 1999 | 2006 | 2012 | 2020 |
| Einwohner                  | 271  | 222  | 199  | 202  | 217  | 241  | 257  | 251  | 246  |
| Quellen: Cassini und INSEE |      |      |      |      |      |      |      |      |      |

## Sehenswürdigkeiten

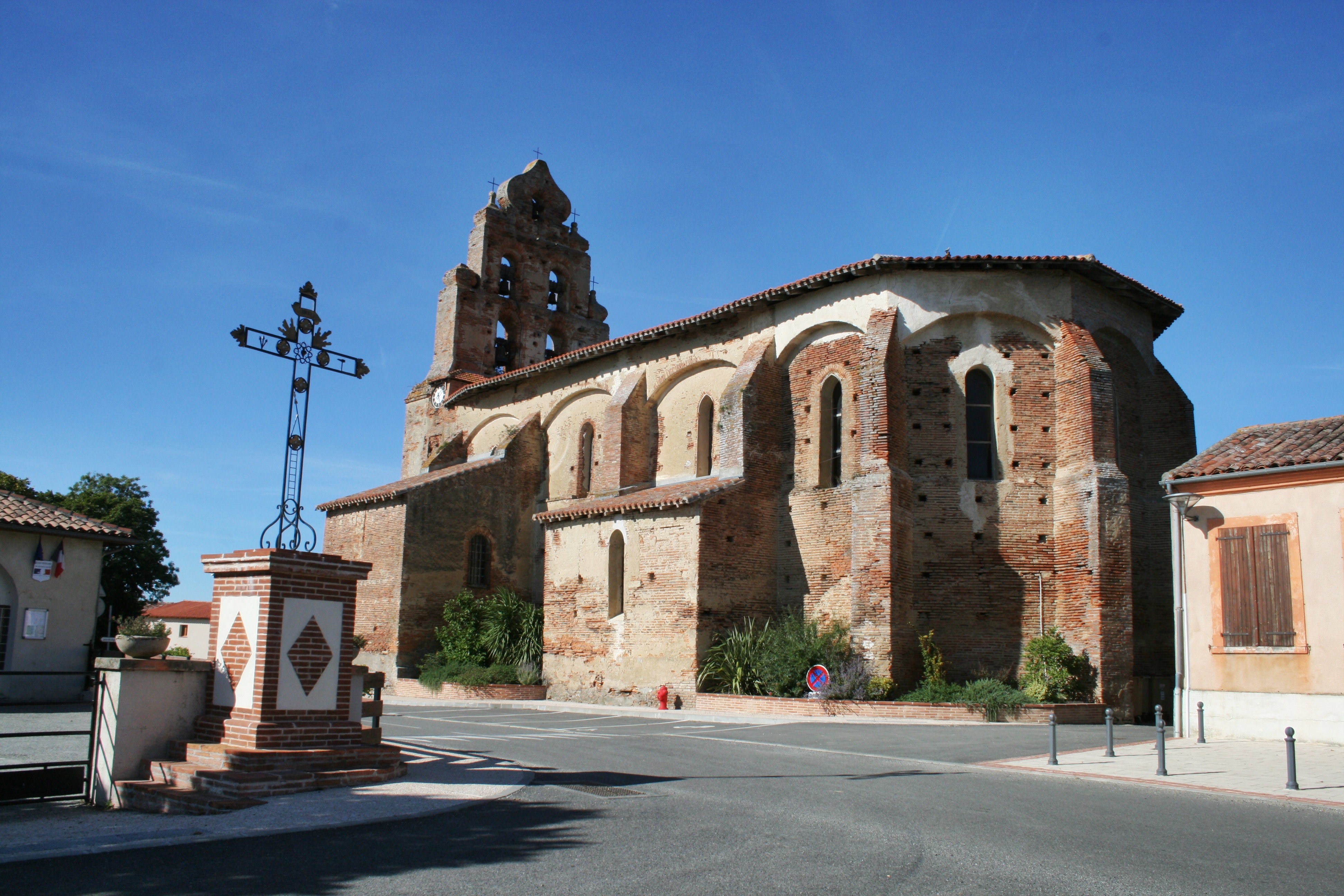
Kreuzerhöhungs-Kirche
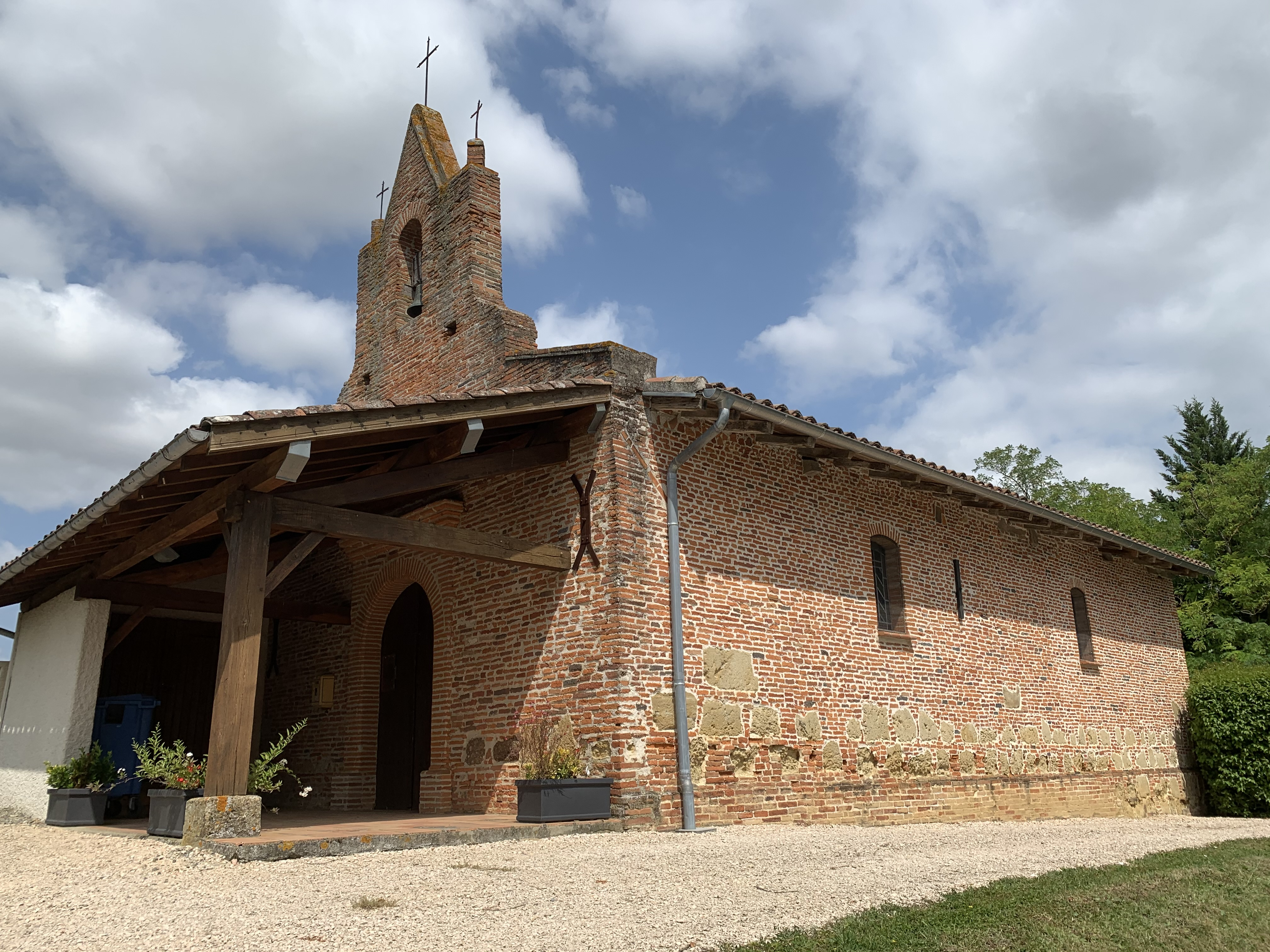
Kapelle Saint-Jacques
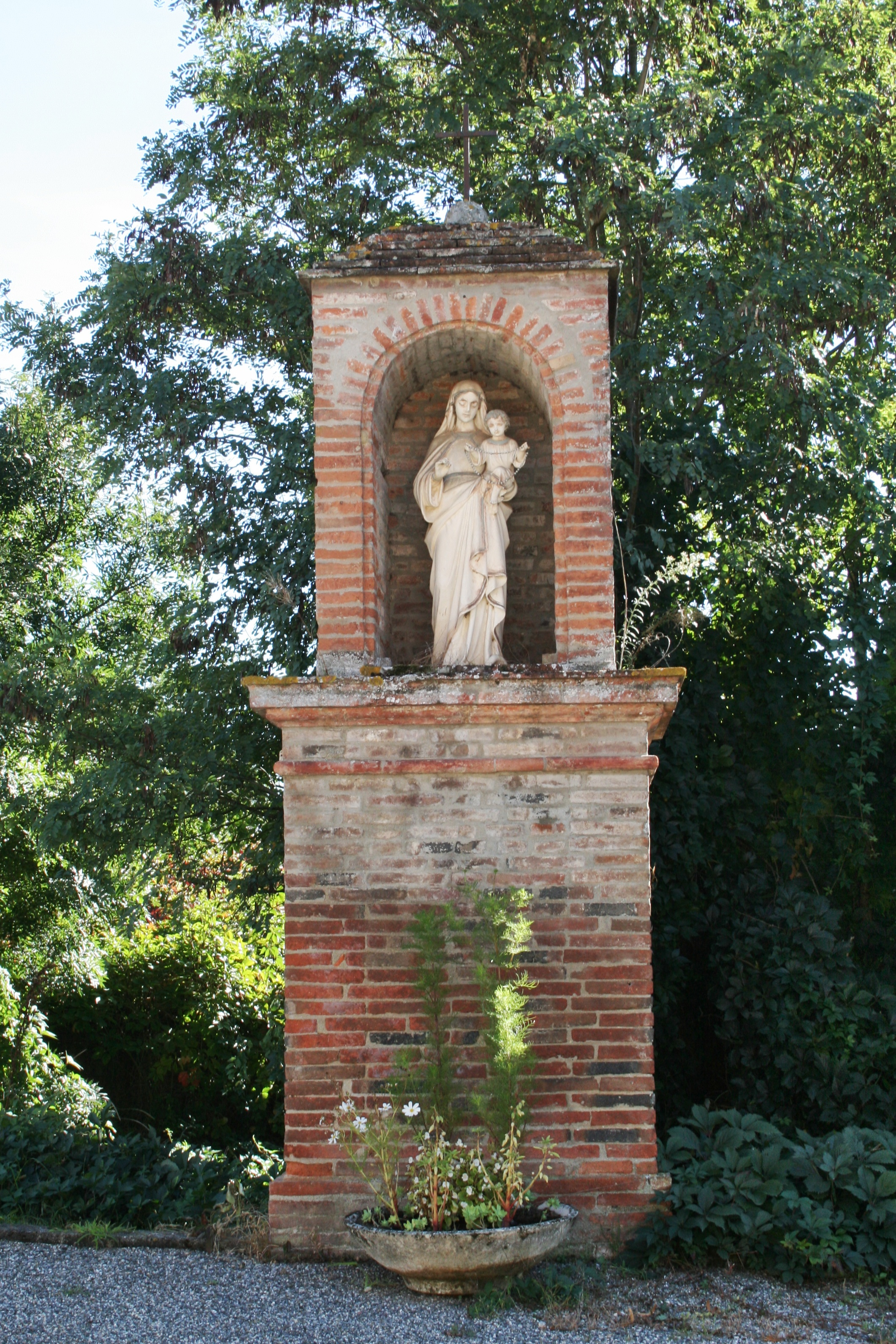
Marienstatue
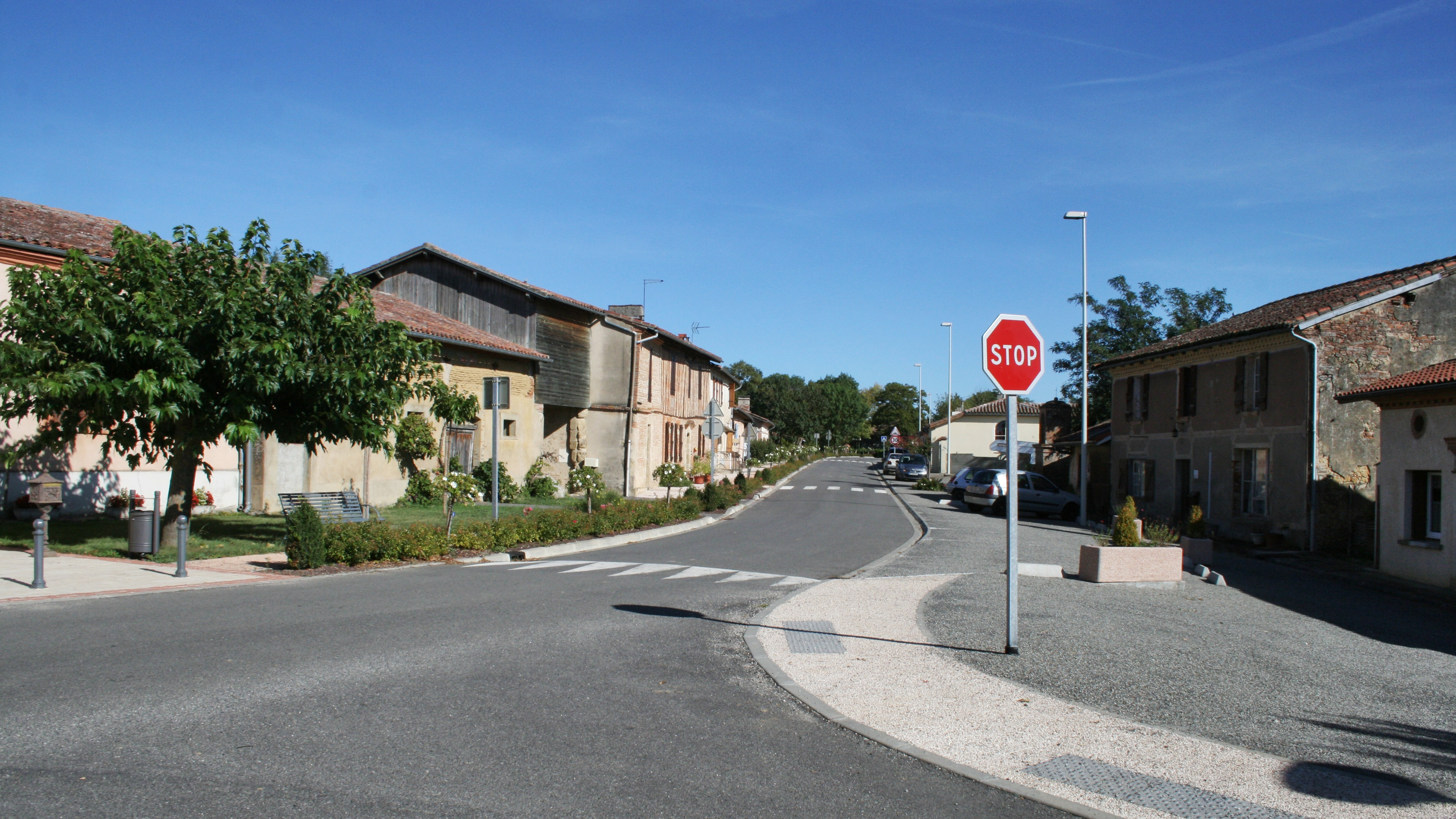
Hauptstraße der Gemeinde